# فرماندار کالیفرنیا
فرماندار کالیفرنیا (انگلیسی: Governor of California) رئیس دولت ایالت کالیفرنیای ایالات متحده آمریکا است. فرماندار، فرمانده کل گارد ملی کالیفرنیا و گارد ایالتی کالیفرنیا است.
مسئولیت‌های فرماندار که در قانون اساسی کالیفرنیا تثبیت شده است، شامل ارائه بودجه، اطمینان از اجرای قوانین ایالتی و ایراد سخنرانی سالانه وضعیت ایالت به مجلس قانونگذاری ایالت کالیفرنیا نیز می‌شود. این سمت در سال ۱۸۴۹، یک سال قبل از ایالت شدن کالیفرنیا، ایجاد شد.
فرماندار صرف نظر از اینکه متوالی باشد یا خیر، به دو دوره محدود است. فرماندار فعلی کالیفرنیا، گوین نیوسام از حزب دموکرات است که در ۷ ژانویه ۲۰۱۹ به این سمت منصوب شد. جری براون طولانی‌ترین دوره فرمانداری را در تاریخ کالیفرنیا داشت و از سال ۱۹۷۵ تا ۱۹۸۳ و دوباره از سال ۲۰۱۱ تا ۲۰۱۹ خدمت کرد.